# Lycosa
Lycosa es un género de arañas araneomorfas de la familia Lycosidae. El nombre común de estas arañas, tarántula, se presta a confusión; para otras arañas denominadas así, véase tarántula.
Se encuentra en todos los continentes excepto los polos.

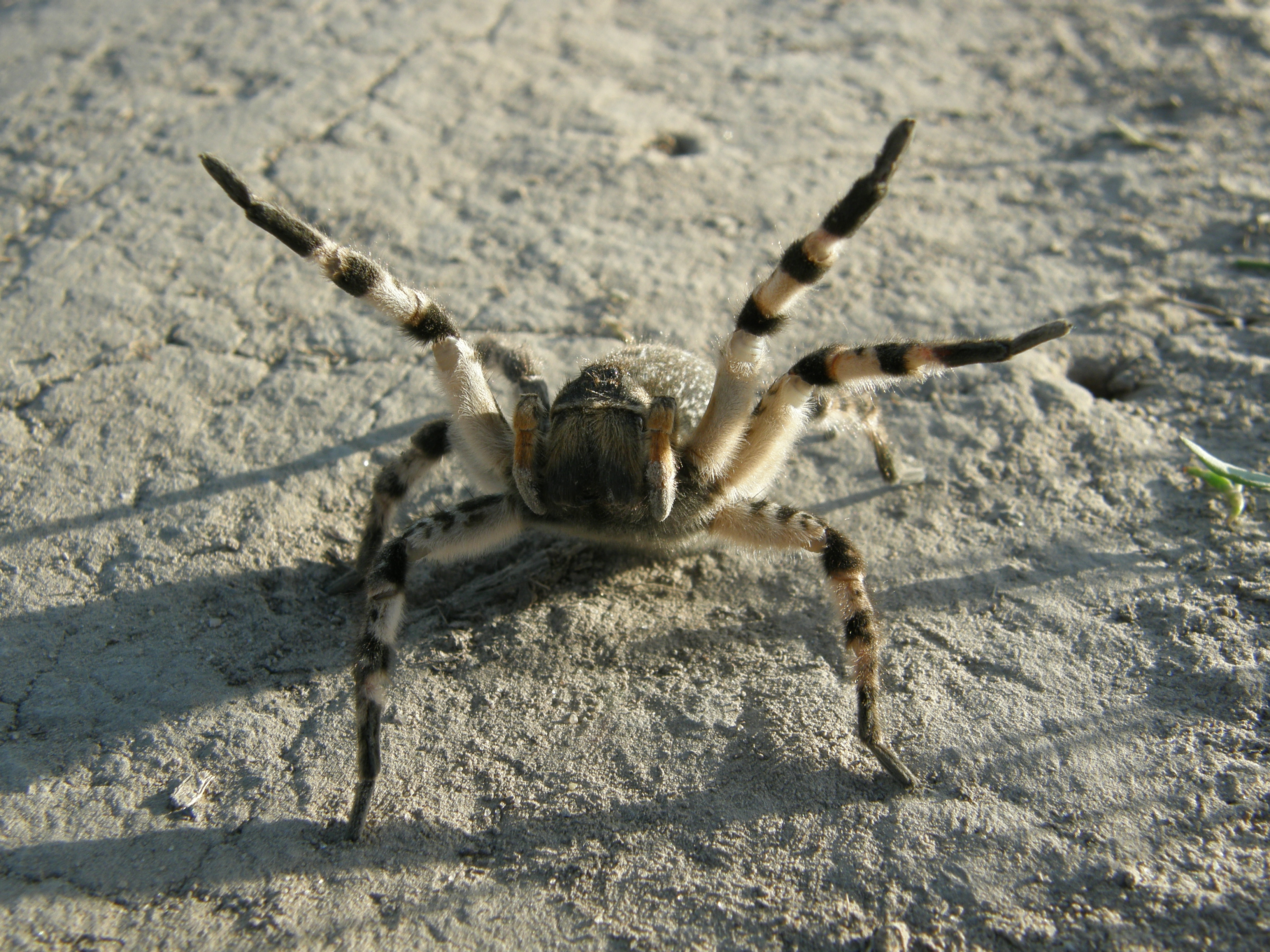
Tarántula en pose amenazante

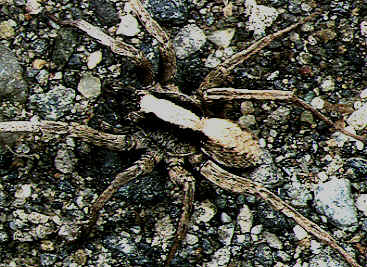
Lycosa coelestis

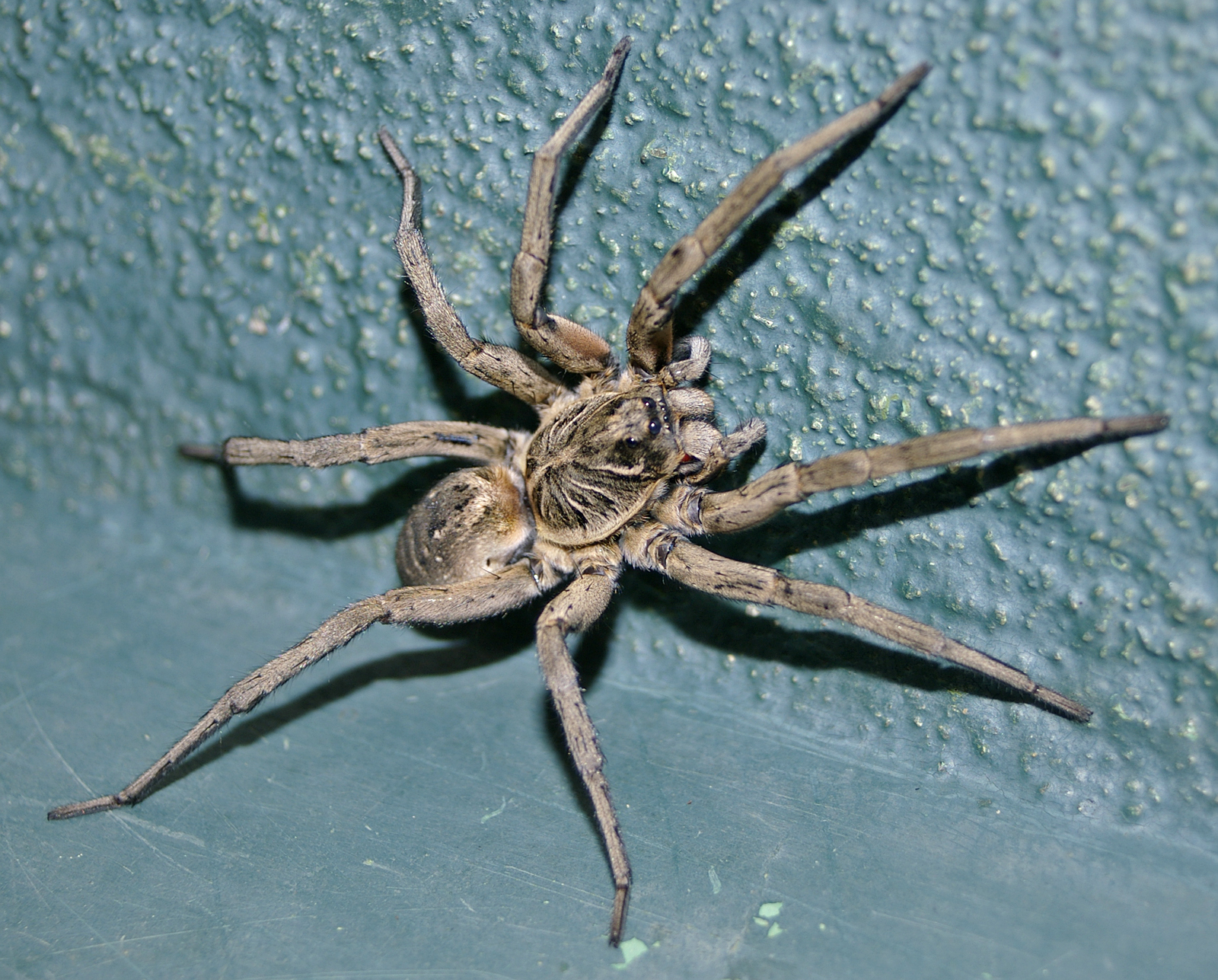
Lycosa leuckarti

## Lista de especies
Según The World Spider Catalog 13.5:
- Lycosa abnormis Guy, 1966
- Lycosa accurata (Becker, 1886)
- Lycosa adusta Banks, 1898
- Lycosa affinis Lucas, 1846
- Lycosa anclata Franganillo, 1946
- Lycosa apacha Chamberlin, 1925
- Lycosa approximata (O. Pickard-Cambridge, 1885)
- Lycosa aragogi Nadolny & Zamani, 2017
- Lycosa arambagensis Biswas & Biswas, 1992
- Lycosa ariadnae McKay, 1979
- Lycosa articulata Costa, 1875
- Lycosa artigasi Casanueva, 1980
- Lycosa asiatica Sytshevskaja, 1980
- Lycosa aurea Hogg, 1896
- Lycosa auroguttata (Keyserling, 1891)
- Lycosa australicola (Strand, 1913)
- Lycosa australis Simon, 1884
- Lycosa balaramai Patel & Reddy, 1993
- Lycosa barnesi Gravely, 1924
- Lycosa baulnyi Simon, 1876
- Lycosa bedeli Simon, 1876
- Lycosa beihaiensis Yin, Bao & Zhang, 1995
- Lycosa bezzii Mello-Leitão, 1944
- Lycosa bhatnagari Sadana, 1969
- Lycosa biolleyi Banks, 1909
- Lycosa bistriata Gravely, 1924
- Lycosa boninensis Tanaka, 1989
- Lycosa bonneti Guy & Carricaburu, 1967
- Lycosa brunnea F. O. Pickard-Cambridge, 1902
- Lycosa caenosa Rainbow, 1899
- Lycosa canescens Schenkel, 1963
- Lycosa capensis Simon, 1898
- Lycosa carbonelli Costa & Capocasale, 1984
- Lycosa carmichaeli Gravely, 1924
- Lycosa cerrofloresiana Petrunkevitch, 1925
- Lycosa chaperi Simon, 1885
- Lycosa choudhuryi Tikader & Malhotra, 1980
- Lycosa cingara (C. L. Koch, 1847)
- Lycosa coelestis L. Koch, 1878
- Lycosa connexa Roewer, 1960
- Lycosa contestata Montgomery, 1903
- Lycosa corallina McKay, 1974
- Lycosa coreana Paik, 1994
- Lycosa cowlei Hogg, 1896
- Lycosa cretacea Simon, 1898
- Lycosa dacica (Pavesi, 1898)
- Lycosa danjiangensis Yin, Zhao & Bao, 1997
- Lycosa dilatata F. O. Pickard-Cambridge, 1902
- Lycosa dimota Simon, 1909
- Lycosa discolor Walckenaer, 1837
- Lycosa elymaisa Zamani & Nadolny, 2022
- Lycosa elysae Tongiorgi, 1977
- Lycosa emuncta Banks, 1898
- Lycosa erjianensis Yin & Zhao, 1996
- Lycosa erythrognatha Lucas, 1836
- Lycosa eutypa Chamberlin, 1925
- Lycosa falconensis Schenkel, 1953
- Lycosa fasciiventris Dufour, 1835
- Lycosa fernandezi (F. O. Pickard-Cambridge, 1899)
- Lycosa ferriculosa Chamberlin, 1919
- Lycosa formosana Saito, 1936
- Lycosa frigens (Kulczynski, 1916)
- Lycosa fuscana Pocock, 1901
- Lycosa futilis Banks, 1898
- Lycosa geotubalis Tikader & Malhotra, 1980
- Lycosa gesserit Armiach Steinpress, Cohen, Pétillon, Chipman & Gavish-Regev, 2022
- Lycosa gibsoni McKay, 1979
- Lycosa gigantea (Roewer, 1960)
- Lycosa gobiensis Schenkel, 1936
- Lycosa goliathus Pocock, 1901
- Lycosa grahami Fox, 1935
- Lycosa gravelyi 	Biswas & Raychaudhuri, 2014
- Lycosa guayaquiliana Mello-Leitão, 1939
- Lycosa hickmani (Roewer, 1955)
- Lycosa hildegardae Casanueva, 1980
- Lycosa hispanica Walckenaer, 1837
- Lycosa horrida (Keyserling, 1877)
- Lycosa howarthi Gertsch, 1973
- Lycosa hyraculus Armiach Steinpress, Cohen, Pétillon, Chipman & Gavish-Regev, 2022
- Lycosa illicita Gertsch, 1934
- Lycosa immanis L. Koch, 1879
- Lycosa impavida Walckenaer, 1837
- Lycosa implacida Nicolet, 1849
- Lycosa indagatrix Walckenaer, 1837
- Lycosa indomita Nicolet, 1849
- Lycosa infesta Walckenaer, 1837
- Lycosa injusta Banks, 1898
- Lycosa innocua Doleschall, 1859
- Lycosa inornata Blackwall, 1862
- Lycosa insulana (Bryant, 1923)
- Lycosa insularis Lucas, 1857
- Lycosa intermedialis Roewer, 1955
- Lycosa interstitialis (Strand, 1906)
- Lycosa inviolata Roewer, 1960
- Lycosa iranii Pocock, 1901
- Lycosa ishikariana (Saito, 1934)
- Lycosa isolata Bryant, 1940
- Lycosa jagadalpurensis Gajbe, 2004
- Lycosa japhlongensis Biswas & Raychaudhuri, 2014
- Lycosa kempi Gravely, 1924
- Lycosa koyuga McKay, 1979
- Lycosa labialis Mao & Song, 1985
- Lycosa labialisoides Peng, Yin, Zhang & Kim, 1997
- Lycosa laeta L. Koch, 1877
- Lycosa lambai Tikader & Malhotra, 1980
- Lycosa langei Mello-Leitão, 1947
- Lycosa lativulva F. O. Pickard-Cambridge, 1902
- Lycosa lebakensis Doleschall, 1859
- Lycosa leucogastra Mello-Leitão, 1944
- Lycosa leucophaeoides (Roewer, 1951)
- Lycosa leucophthalma Mello-Leitão, 1940
- Lycosa leucotaeniata (Mello-Leitão, 1947)
- Lycosa liliputana Nicolet, 1849
- Lycosa longivulva F. O. Pickard-Cambridge, 1902
- Lycosa mackenziei Gravely, 1924
- Lycosa macrophthalma Nadolny & Zamani, 2020
- Lycosa maculata Butt, Anwar & Tahir, 2006
- Lycosa madagascariensis Vinson, 1863
- Lycosa madani Pocock, 1901
- Lycosa magallanica Karsch, 1880
- Lycosa magnifica Hu, 2001
- Lycosa mahabaleshwarensis Tikader & Malhotra, 1980
- Lycosa masteri Pocock, 1901
- Lycosa matusitai Nakatsudi, 1943
- Lycosa maya Chamberlin, 1925
- Lycosa mexicana Banks, 1898
- Lycosa minae (Dönitz & Strand, 1906)
- Lycosa mordax Walckenaer, 1837
- Lycosa moulmeinensis Gravely, 1924
- Lycosa mukana Roewer, 1960
- Lycosa munieri Simon, 1876
- Lycosa muntea (Roewer, 1960)
- Lycosa niceforoi Mello-Leitão, 1941
- Lycosa nigricans Butt, Anwar & Tahir, 2006
- Lycosa nigromarmorata Mello-Leitão, 1941
- Lycosa nigropunctata Rainbow, 1915
- Lycosa nigrotaeniata Mello-Leitão, 1941
- Lycosa nigrotibialis Simon, 1884
- Lycosa nilotica Audouin, 1826
- Lycosa nordenskjoldi Tullgren, 1905
- Lycosa oculata Simon, 1876
- Lycosa ovalata Franganillo, 1930
- Lycosa pachana Pocock, 1898
- Lycosa palliata Roewer, 1960
- Lycosa pampeana Holmberg, 1876
- Lycosa paranensis Holmberg, 1876
- Lycosa parvipudens Karsch, 1881
- Lycosa patagonica Simon, 1886
- Lycosa pavlovi Schenkel, 1953
- Lycosa perkinsi Simon, 1904
- Lycosa perspicua Roewer, 1960
- Lycosa philadelphiana Walckenaer, 1837
- Lycosa phipsoni Pocock, 1899
- Lycosa pia (Bösenberg & Strand, 1906)
- Lycosa picta Biswas & Raychaudhuri, 2014
- Lycosa pictipes (Keyserling, 1891)
- Lycosa pictula Pocock, 1901
- Lycosa pintoi Mello-Leitão, 1931
- Lycosa piochardi Simon, 1876
- Lycosa poliostoma (C. L. Koch, 1847)
- Lycosa poonaensis Tikader & Malhotra, 1980
- Lycosa porteri Simon, 1904
- Lycosa praegrandis C. L. Koch, 1836
- Lycosa praestans Roewer, 1960
- Lycosa proletarioides Mello-Leitão, 1941
- Lycosa prolifica Pocock, 1901
- Lycosa pulchella (Thorell, 1881)
- Lycosa punctiventralis (Roewer, 1951)
- Lycosa quadrimaculata Lucas, 1858
- Lycosa rimicola Purcell, 1903
- Lycosa ringens Tongiorgi, 1977
- Lycosa rostrata Franganillo, 1930
- Lycosa rufisterna Schenkel, 1953
- Lycosa russea Schenkel, 1953
- Lycosa sabulosa (O. Pickard-Cambridge, 1885)
- Lycosa salifodina McKay, 1976
- Lycosa salvadorensis Kraus, 1955
- Lycosa separata (Roewer, 1960)
- Lycosa septembris (Strand, 1906)
- Lycosa sericovittata Mello-Leitão, 1939
- Lycosa serranoa Tullgren, 1901
- Lycosa shahapuraensis Gajbe, 2004
- Lycosa shaktae Bhandari & Gajbe, 2001
- Lycosa shansia (Hogg, 1912)
- Lycosa shillongensis Tikader & Malhotra, 1980
- Lycosa signata Lenz, 1886
- Lycosa signiventris Banks, 1909
- Lycosa sigridae (Strand, 1917)
- Lycosa similis Banks, 1892
- Lycosa singoriensis (Laxmann, 1770)
- Lycosa sochoi Mello-Leitão, 1947
- Lycosa storeniformis Simon, 1910
- Lycosa subfusca F. O. Pickard-Cambridge, 1902
- Lycosa suzukii Yaginuma, 1960
- Lycosa sylvatica (Roewer, 1951)
- Lycosa tarantula (Linnaeus, 1758)
- Lycosa tarantuloides Perty, 1833
- Lycosa tasmanicola Roewer, 1960
- Lycosa teranganicola (Strand, 1911)
- Lycosa terrestris Butt, Anwar & Tahir, 2006
- Lycosa tetrophthalma Mello-Leitão, 1939
- Lycosa thoracica Patel & Reddy, 1993
- Lycosa thorelli (Keyserling, 1877)
- Lycosa tista Tikader, 1970
- Lycosa transversa F. O. Pickard-Cambridge, 1902
- Lycosa trichopus (Roewer, 1960)
- Lycosa tula (Strand, 1913)
- Lycosa u-album Mello-Leitão, 1938
- Lycosa vachoni Guy, 1966
- Lycosa vellutina Mello-Leitão, 1941
- Lycosa ventralis F. O.
- Lycosa vittata Yin, Bao & Zhang, 1995
- Lycosa wadaiensis Roewer, 1960
- Lycosa wangi Yin, Peng & Wang, 1996
- Lycosa woonda McKay, 1979
- Lycosa wroughtoni Pocock, 1899
- Lycosa wulsini Fox, 1935
- Lycosa yalkara McKay, 1979
- Lycosa yerburyi Pocock, 1901
- Lycosa yizhangensis Yin, Peng & Wang, 1996
- Lycosa yunnanensis Yin, Peng & Wang, 1996
- † Lycosa florissanti Petrunkevitch, 1922
- † Lycosa lithographica Schawaller & Ono, 1979
- † Lycosa malleata Zhang, Sun & Zhang, 1994
- † Lycosa miocaena Schawaller & Ono, 1979
- † Lycosa subterranea Zhang, Sun & Zhang, 1994